# Isola Honkala
L'isola Honkala (in inglese Honkala Island) è una piccola isola antartica facente parte dell'arcipelago Windmill.
Localizzata ad una latitudine di 66° 13' sud e ad una longitudine di 110°36' est, l'isola è stata mappata per la prima volta mediante ricognizione aerea durante l'operazione Highjump e l'operazione Windmill, negli anni 1947-1948. È stata intitolata dalla US-ACAN a R.A. Honkala, membro del team della stazione Wilkes nell'anno 1957.